# Liv e Maddie
Liv e Maddie (Liv and Maddie), rinominata per la quarta stagione Liv e Maddie: California Style (Liv and Maddie: Cali Style), è una serie televisiva statunitense trasmessa in esclusiva su Disney Channel il 19 luglio 2013 e con gli episodi successivi dal 15 settembre. In Italia la serie viene trasmessa dal 21 dicembre 2013 fino al 28 gennaio 2018 sul canale Pay TV Disney Channel Italia

## Trama
La serie parla delle avventure quotidiane di due gemelle e della loro famiglia, uguali d'aspetto ma molto diverse di carattere: Liv, attrice di Hollywood che, dopo quattro anni vissuti lì con la zia recitando nel telefilm Sing It Loud, torna dalla famiglia in Wisconsin, nella cittadina di Stevens Point, e Maddie, che invece è l'opposto, la classica ragazza della porta a fianco, sportiva, intraprendente, anche un po' maschiaccio e giocatrice di basket, capitano della squadra femminile della scuola. Quando Liv fa il suo ritorno, a complicarle la vita ci sono anche i fratelli e genitori, che lavorano entrambi nella loro scuola.

## Personaggi e interpreti

### Principali
- Madison (Maddie) Rooney, interpretata da Dove Cameron e doppiata da Joy Saltarelli (stagioni 1-4)
Detta Maddie, è la gemella di Liv e secondogenita della famiglia Rooney. Frequenta, come la sorella, il secondo anno alla Ridgewood High School. Capitano della squadra di basket femminile della scuola, Maddie è ligia ai suoi doveri di squadra quanto negli studi. Il suo slogan è: «BAM! Dentro!» e il suo principale interesse amoroso è Diggie, capitano della squadra di basket maschile. Nell'episodio Tutto cominciò così viene rivelato dalla madre Karen che il suo nome è il diminutivo di Madison. In Ciak, si gira!, Maddie si ferisce una gamba e non è in grado di giocare a basket. Diventa temporaneamente il nuovo sensei del corso di karate del fratello Parker. Nelle scene in cui Dove Cameron interpreta Liv, Maddie è impersonata dalla controfigura Shelby Wulfert.
- Olivia (Liv) Rooney, interpretata da Dove Cameron e doppiata da Joy Saltarelli (stagioni 1-4)
Detta Liv, è la gemella di Maddie e primogenita della famiglia Rooney. Liv ha lasciato la famiglia all'età di undici anni per recitare in un programma televisivo popolare, Sing It Loud!, a cui fa riferimento continuamente. Liv frequenta il secondo anno alla Ridgewood High School, come la sorella. Quando Liv e Maddie festeggiano il loro sedicesimo compleanno nell'episodio Dolci 16 anni, la madre Karen afferma che Liv è nata alle 23:56 del giorno 5, mentre Maddie a distanza di 6 minuti, alle 00:02 del giorno 6. Nelle prime puntate Joey e Parker la chiamano con il diminutivo "Hollywood". Nell'episodio I Rooney e lo skateboard si scope che Liv ha recitato nel film Il bandito dello skateboard a fianco al campione di skateboard Miller White, suo fidanzato a distanza. In Tutto cominciò così viene rivelato da Karen che il suo nome è il diminutivo di Olivia. Dall'episodio Ciak, si gira! diventerà la protagonista del film tratto dal romanzo a fumetti Lupi mannari dello spazio, grazie anche all'aiuto di Zanna Wulfert (interpretata da Laura Marano). In seguito Liv diventerà la protagonista della serie televisiva Voltage. Nel corso della seria s'innamora e ricambiata del suo vicino Holden, all'inizio quest'ultimo si mette assieme all'amica Andy, ma successivamente questi due si lasciano, poi sotto consiglio di Andy questi due si mettono insieme, ma nei vari avvenimenti si lasciano nonostante provando ancora dei sentimenti. Nelle scene in cui Dove Cameron interpreta Maddie, Liv è impersonata dalla controfigura Emmy Buckner.
- Joseph Rooney, interpretato da Joey Bragg e doppiato da Lorenzo Crisci (stagioni 1-4)
Detto Joey, è il terzogenito della famiglia Rooney e matricola alla Ridgewood High School. Viene considerato immaturo e maldestro, ma anche un po' cervellone. Joey ha un rapporto stretto con il fratello minore Parker. Il suo acerrimo nemico è Artie, un compagno di scuola.
- Parker Rooney, interpretato da Tenzing Norgay Trainor e doppiato da Lorenzo D'Agata (stagioni 1-4)
È il quartogenito della famiglia Rooney. Parker è un preadolescente intelligente e furbo, pratica il karate ed è un po' manipolatore. Le sue passioni sono la scienza e scavare gallerie che portano a vari luoghi di Stevenspoint. Il suo migliore amico e compagno di dojo è Evan.
- Karen Rooney, interpretata da Kali Rocha e doppiata da Rachele Paolelli (stagioni 1-4)
È sposata con Pete ed è la madre di Liv, Maddie, Joey e Parker. È la psicologa della scuola e ne diventa successivamente la vicepreside.
- Pete Rooney, interpretato da Benjamin King e doppiato da Pierluigi Astore (stagioni 1-3)
È il padre di Liv, Maddie, Joey e Parker e marito di Karen. Fa da allenatore alla squadra di basket di Maddie. Tiene molto a un buon rapporto col figlio Joey, coinvolgendo a volte anche Parker.
- Ruby, interpretata da Lauren Lindesey Donzis e doppiata da Chiara Fabiano (stagione 4)
Vive in California con la madre, è la cugina dei Rooney. Diventerà un'attrice e reciterà nello sequel di Sing it loud (Sing it louder) con Liv.

### Secondari
- Diggie Smalls, interpretato da Ryan McCartan e doppiato da Jacopo Cinque (stagioni 1-4)
È il capitano della squadra di basket maschile della scuola. È innamorato di Maddie, con cui si fidanzerà nella seconda stagione. È il fratello di Artie.
- Holden Dippledorf, interpretato da Jordan Fisher (stagioni 1-4)                                                                                                                                                 Il vicino della famiglia Rooney. Aveva una cotta per Liv Rooney in terza elementare e gli piace tuttora. La prima apparizione è nell'episodio Vicini-A-Rooney, bussando alla porta dei Rooney cercando la giraffa. All'inizio frequentava il collegio per poi trasferirsi nella stessa scuola delle protagoniste, è qui che incontra Andy la migliore amica di Liv, dove essa gli chiede di andare al ballo con lei, lui accetta e i due si mettono insieme ma successivamente si lasciano in televisione. Nell'episodio Coach-A-Rooney si mette con Liv per poi lasciarsi nell'episodio Scoop-A-Rooney dopo che Liv ha mentito sul fatto di non avere il fidanzato, il che fa sì che Holden si arrabbi con lei, facendogli rompere con lei nonostante prova ancora dei forti sentimenti per lei. Holden sa cantare, suonare la chitarra e il piano, è anche un grande attore ed è incapace di odiare Liv.
- Willow, interpretata da Jessica Maria Garcia e doppiata da Letizia Ciampa (stagioni 1-4)
È la migliore amica di Maddie, nonché compagna di squadra. È innamorata di Joey, ma non ricambiata.
- Ocean, interpretata da Cozi Zuehlsdorff e doppiata da Lucrezia Marricchi (stagione 1)
È una ragazza molto semplice che non possiede neanche la TV. Maddie fa conoscere Ocean a Liv e le due diventano amiche.
- Stains, interpretata da Bridgette Shergalis e doppiata da Monica Volpe (stagioni 1-3)
Fa parte della squadra di Maddie ed è nota per essere goffa e maldestra.
- Skippy Ramirez, interpretato da Allen Alvarado e doppiato da Manuel Meli (stagione 1)
Amico di Joey, è soprannominato "il distruttore mascherato" perché quando va sullo skateboard fa cadute pericolose. Inoltre egli e Joey sono stati i protettori della mascotte della scuola, Paulie il porcospino.
- Johnny Nimbus, interpretato da Kurt Long e doppiato da Teo Bellia (stagioni 1-3).
È un presentatore televisivo che lavora per Canale 4.
- Artie Smalls, interpretato da Jimmy Bellinger e doppiato da Mirko Cannella (stagioni 1-3, guest star 4)
È l'acerrimo nemico di Joey, ma nonostante ciò i due si trovano quasi sempre dalla stessa parte per o contro qualcosa. In un episodio viene rivelato che è il fratello di Diggie. È innamorato di Liv.
- Evan, interpretato da Carter Hastings e doppiato da Gabriele Caprio (stagioni 1-3, guest star 4)
Soprannominato "lenticchia", "la piccola salamandra sorridente", è un amico di Parker. Ha una mamma salutista, che lo controlla a bacchetta. È molto ubbidiente.
- Val, interpretata da Chloe East (stagione 4)
Frequenta la stessa scuola di Parker e Joey; crede di essere la fidanzata di Parker.

## Episodi
| Stagione         | Episodi | Prima TV USA | Prima TV Italia |
| ---------------- | ------- | ------------ | --------------- |
| Prima stagione   | 21      | 2013-2014    | 2013-2015       |
| Seconda stagione | 24      | 2014-2015    | 2015-2016       |
| Terza stagione   | 20      | 2015-2016    | 2015-2016       |
| Quarta stagione  | 15      | 2016-2017    | 2017-2018       |

## Produzione
La serie, creata e diretta da John Beck e Ron Hart, ha come protagonista Dove Cameron, che interpreta le due gemelle. La produzione della serie è iniziata intorno al mese di aprile 2013.
Il 3 gennaio 2014 la serie è stata rinnovata per una seconda stagione di 13 episodi, successivamente prolungata a un totale di 24, andata in onda negli Stati Uniti dal 21 settembre 2014, mentre in Italia dal 16 gennaio 2015 su Disney Channel.
Il 3 aprile 2015 la serie è stata rinnovata per una terza stagione, andata in onda dal 13 settembre 2015 negli Stati Uniti, in Italia dal 4 dicembre sempre su Disney Channel.
Il 21 dicembre 2015 la serie è stata rinnovata per una quarta stagione, annunciata dalla stessa Dove Cameron, in onda negli Stati Uniti dal 23 settembre 2016 e in Italia dal 3 aprile 2017 su Disney Channel. Per la stagione la serie viene rinominata Liv e Maddie: California Style (in originale Liv and Maddie: Cali Style). Inoltre è stato annunciato che la quarta stagione sarà l'ultima della serie e il 26 giugno 2016 è stato girato l'ultimo episodio.

## Crossover

### Le vacanze hawaiane di Jessie
È un episodio natalizio di un'ora di Jessie, nel quale faranno parte Parker e Joey, registrato a febbraio 2014 e trasmesso negli Stati Uniti il 28 novembre 2014, mentre in Italia il 19 dicembre 2015.
È considerato unicamente come un episodio di Jessie.

### Monstrober Spooktacular Weekend
Per la programmazione americana del mese di ottobre 2015, Disney Channel offre una serie di nuovi episodi ispirati ad Halloween, considerati come mini-crossover.
Liv e Maddie vanta un solo crossover:
- Dolcetto o scherzetto (episodio di Liv e Maddie), andato in onda negli Stati Uniti il 4 ottobre, mentre in Italia il 30 ottobre 2016. L'episodio ha come ospiti speciali Landry Bender e Lauren Taylor da Best Friends Whenever. Nel'episodio viene citato Austin Moon, personaggio interpretato da Ross Lynch della serie Austin & Ally.

Nota: I 7 episodi della programmazione sono tutti collegati tra di loro.

## Sigla
La sigla dal titolo Better in Stereo è cantata da Dove Cameron. È stato girato un video musicale disponibile nel canale VEVO di Disney.

## Musica

### Liv and Maddie: Music from the TV Series
Pubblicato il 17 marzo 2015, l'album contiene tredici canzoni: dodici cantate da Dove Cameron, di cui due in duetto con Christina Grimmie, Baby Kaely e Jordan Fisher (quest'ultimo in versione piano), e una cantata da solista da Jordan Fisher.

#### Canzoni
1. Better in Stereo (sigla) - Dove Cameron
2. What a Girl Is - Dove Cameron
3. True Love - Dove Cameron
4. Say Hey - Dove Cameron
5. As Long As I Have You - Dove Cameron
6. True Love (duetto al piano) - Dove Cameron e Jordan Fisher
7. What a Girl Is - Dove Cameron, Christina Grimmie e Baby Kaely
8. You, Me and the Beat - Dove Cameron
9. Count Me In - Dove Cameron
10. On Top of the World - Dove Cameron
11. Better in Stereo - Dove Cameron
12. Froyo Yolo - Dove Cameron
13. True Love (ballata) - Jordan Fisher

### Tutte le canzoni
1. Better in Stereo (sigla), cantata da Dove Cameron (Le fantastiche gemelle Rooney)
2. On Top of the World, cantata da Dove Cameron (Le fantastiche gemelle Rooney)
3. Up on the Housetop, cantata da Dove Cameron e Ella Anderson (L'accensione dell'albero)
4. Let It Snow, Let It Snow, Let It Snow, cantata da Dove Cameron (L'accensione dell'albero)
5. Froyo Yolo, cantata da Dove Cameron (La canzone di Liv)
6. Count Me In, cantata da Dove Cameron (La canzone di Liv)
7. You, Me and the Beat, cantata da Dove Cameron (Capodanno con i Rooney)
8. What a Girl Is, cantata da Dove Cameron (Un voto per Rooney)
9. True Love, cantata da Dove Cameron (Un ballo per i Rooney)
10. True Love, cantata da Dove Cameron e Jordan Fisher (Amicizie in pericolo)
11. Say Hey, cantata da Dove Cameron (Una band per Rooney)
12. As Long As I Have You, cantata da Dove Cameron (Un video per Liv)
13. Honey I'm Good, cantata da Andy Grammer (Doppia coppia)
14. Key of Life, cantata da Dove Cameron (Ritornano i Dream!)